# Familjen Green i storstan
Familjen Green i storstan (Originaltitel: Big City Greens) är en amerikansk animerad äventyrskomedi-TV-serie skapad av bröderna Chris och Shane Houghton som hade premiär den 18 juni 2018 på Disney Channel och Disney XD.

## Handling
Efter att han har förlorat sin bondgård på landet så blir Bill Green och hans två barn Cricket och Tilly tvungna att flytta in med Bills mamma Alice Green (Farmor) som bor på en liten bondgård i storstan.

## Rollista (urval)
| Skådespelare (engelska) | Skådespelare (svenska) | Rollfigur     |
| ----------------------- | ---------------------- | ------------- |
| Chris Houghton          | Jesper Adefeldt        | Cricket Green |
| Marieve Herington       | Vanna Rosenberg        | Tilly Green   |
| Bob Joles               | Fredde Granberg        | Bill Green    |
| Artemis Pebdani         | Annica Smedius         | Farmor        |
| Wendi McLendon-Covey    | Cecilia Wrangel        | Nancy         |
| Anna Akana              | Paulina Åberg          | Gloria        |
| Zeno Robinson           | Freddy Åsblom          | Remy          |